# 1382
Năm 1382 là một năm trong lịch Julius.